# Deliria
Deliria este al patrulea album de studio al cântăreței române Delia Matache. Albumul a fost lansat pe 2 aprilie 2016 de Cat Music și conține atât melodii lansate anterior, începând cu mai 2015, cât și șase piese noi. Din cele 12 cântece, trei sunt colaborări, cu Carla's Dreams, Taxi și Deepcentral.

## Ambalaj și lansare
Direcția artistică a albumului a fost concepută de Dimitri Caceaune și David Gal, acesta având 80 de fotografii realizate tot de cei doi. Ambalajul a fost realizat de David Gal.

### Ediția limitată
Varianta specială a albumului, cu copertă lenticulară, o premieră pentru un artist român, a fost disponibilă spre vânzare doar la concertele Welcome to Deliria.

## Promovare

### Welcome to Deliria
Albumul a fost lansat în cadrul a două concerte organizate la Sala Palatului pe 2 și 3 aprilie 2016. Evenimentul intitulat Welcome to Deliria a fost regizat de Adrian Tapciuc. În primul show au fost folosite peste 130 de costume personalizate, toate create la Cluj-Napoca de către o echipă de designeri coordonată de stilistul show-ului, Cătălin de la Berlin. În total, Delia a schimbat 12 outfituri. Conceptul grafic al show-ului a fost dezvoltat pe parcursul a două luni. Grafica a cuprins desene originale făcute de către Delia Mihai. Producția a fost asigurată de Arena Events și Prolyte, un producător important de scene și elemente de scenotehnică. Aparatura pentru sunet a venit din Franța de la L-Acoustics, iar luminile din Olanda și Cehia. Coregrafii show-ului au fost Bogdan Boantă și Andra „Cocuța” Gheorghe. Concertul a fost urmărit de peste 8.000 de spectatori.

### Turneu
În urma celor două concerte, Delia a pornit într-un turneu național cu The Essence of Deliria, varianta concentrată a show-ului de la Sala Palatului.

## Premii
În cadrul premiilor muzicale Radio România din aprilie 2017, Deliria a câștigat premiul pentru albumul anului.

## Tracklist
| Nr.             | Titlu                                  | Compozitor(i)                                                 | Lungime |  |
| 1.              | „Welcome to Deliria” (Intro)           | Alexandru Turcu Delia Michael Massier                         | 3:05    |  |
| 2.              | „Da, mamă”                             | Carla's Dreams Codin Maticiuc                                 | 3:53    |  |
| 3.              | „Cine m-a făcut om mare”               | Delia                                                         | 3:50    |  |
| 4.              | „Atât de trist” (Taxi cu Delia)        | Dan Teodorescu                                                | 3:07    |  |
| 5.              | „1234 (Unde dragoste nu e)”            | Gheorghe Gheorghiu Marius Moga Loredana Căvădășan Robert Toma | 3:20    |  |
| 6.              | „Fum și scrum”                         | Sandor Biro                                                   | 3:39    |  |
| 7.              | „Cum ne noi” (Carla's Dreams cu Delia) | Carla's Dreams                                                | 4:00    |  |
| 8.              | „Fulg”                                 | Turcu Delia Massier                                           | 4:00    |  |
| 9.              | „Ce zodie ești?”                       | Florian Rus Căvădășan Moga Adrian Klein Alex Parker Toma      | 3:47    |  |
| 10.             | „Ce are ea”                            | Sandor Biro                                                   | 4:13    |  |
| 11.             | „Gura ta” (cu Deepcentral)             | Doru Todoruț George Călin                                     | 3:20    |  |
| 12.             | „Deliria – Last Chapter” (Outro)       | Turcu Delia Massier                                           | 3:11    |  |
| Lungime totală: | Lungime totală:                        | Lungime totală:                                               | 43:25   |  |